# Barbula laureri
Barbula laureri là một loài Rêu trong họ Pottiaceae. Loài này được (Schultz) Kindb. mô tả khoa học đầu tiên năm 1897.